# Península de Paraguaná

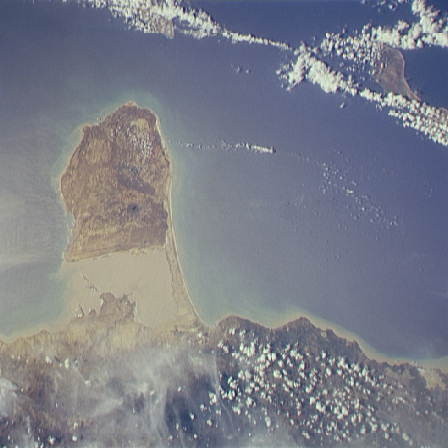
Imagem de satélite da península

Mapa da região do lago Macaraibo, que inclui a península de Paraguaná do lado direito.

Paraguaná é uma península no norte do estado de Falcón, na Venezuela. É uma zona xerófila e de solo árido quase em toda a sua extensão. A área total é de 3.405 km². O seu extremo norte é o cabo San Román, que é também o extremo setentrional do território continental da Venezuela. 
Este acidente geográfico deve ser visto como uma ilha que se uniu no Holoceno ao continente sul-americano pelo istmo de Médanos, o qual é basicamente rochoso construído pelo aporte de areias marinhas e que é um estreito corredor de ligação, formando assim a terra firme mais avançada para o mar das Caraíbas do território venezuelano.
Logo nas primeiras relações feitas durante os descobrimentos por exploradores como Juan de la Cosa, Américo Vespúcio e Alonso de Ojeda a península foi denominada Paraguaná, que significa "terra de cultivo entre o mar". 

## Galeria

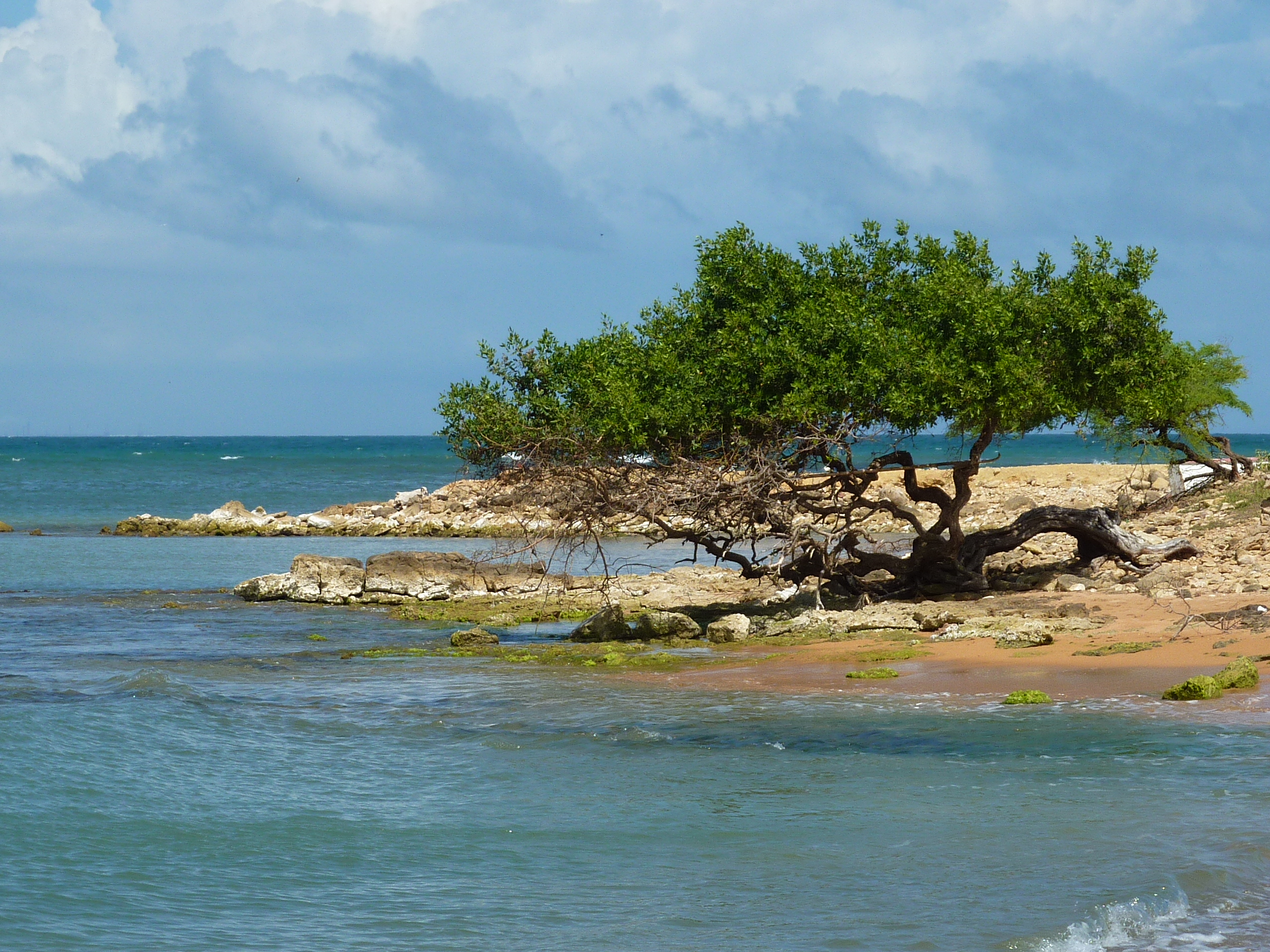
Praia em San Roman
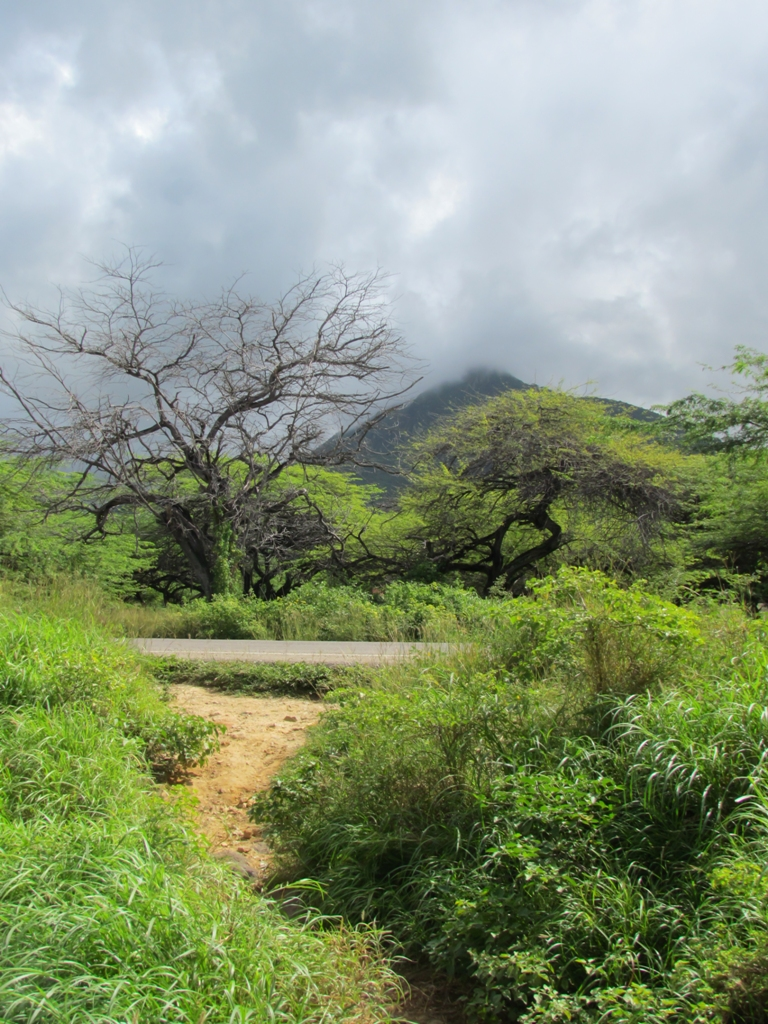
Serra no centro da ilha
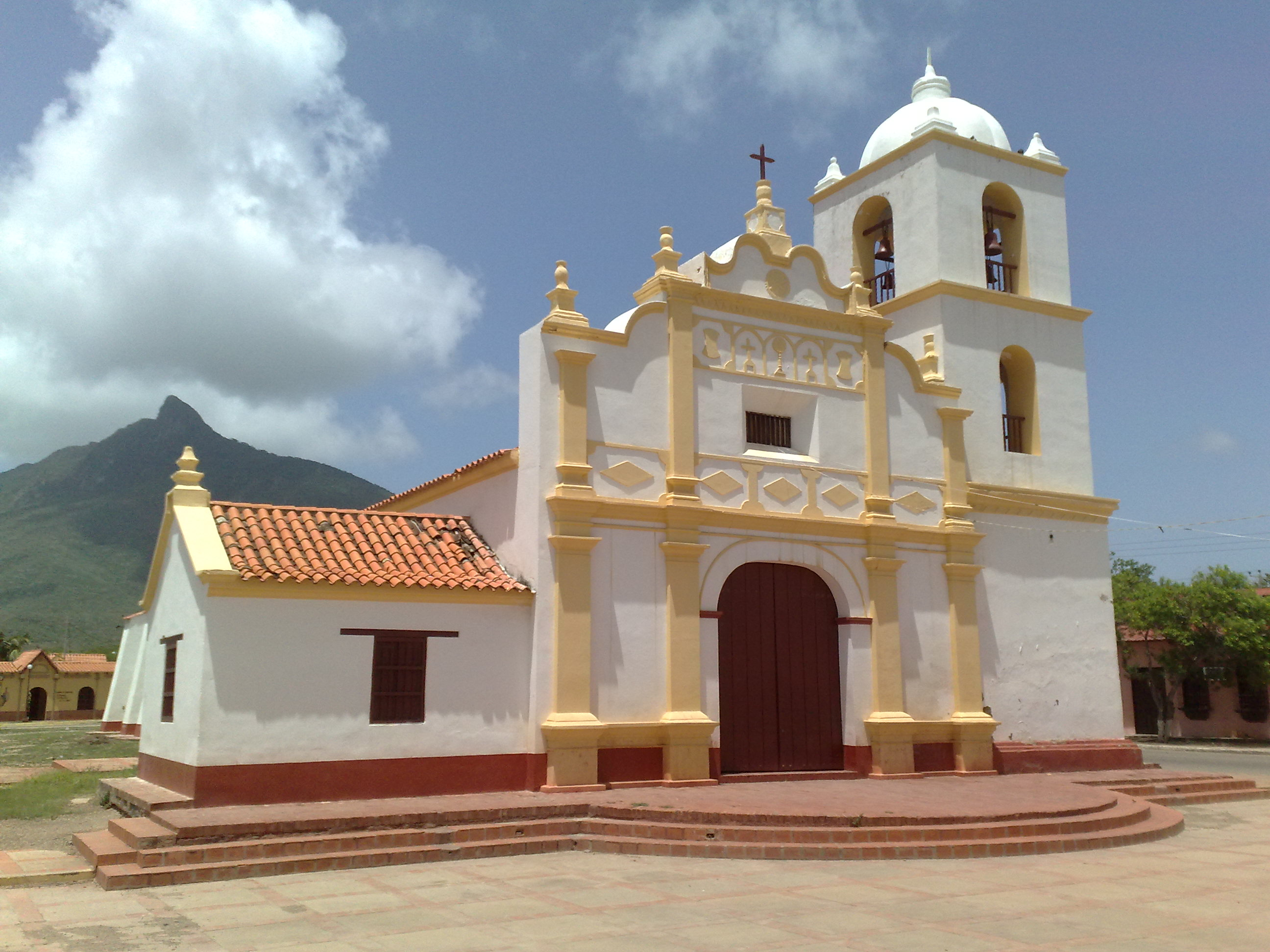
Igreja de Moruy